# Rates
Rates è una frazione di Póvoa de Varzim, città del nord del Portogallo.
Rates ha il suo centro nel villaggio di Sao Pedro de Rates. Il villaggio è situato lungo il percorso di un'antica strada romana, e si trova sul tracciato del Cammino Portoghese, che da Lisbona porta a Santiago di Compostela.

## Storia
Rates è un comune medievale che si sviluppò intorno al monastero di Rates, fondato nel 1100 da Enrico di Borgogna, conte del Portogallo, nel luogo ove sorgeva una chiesa più antica, datata al IX secolo. Una strada romana attraversava il monastero. 
Rates pare di origini pre-romane. Il comune acquistò importanza grazie alla leggenda di san Pietro di Rates, presunto primo vescovo di Braga e martire. Divenne un punto centrale del cammino portoghese verso Santiago di Compostela.
La città di Rates esisteva già nel XIII secolo e la parrocchia esiste da tempo immemorabile, mentre le prime registrazioni risalgono all'XI secolo. 
Nel XVI secolo il monastero si sciolse e vi fu creata una commenda dell'Ordine del Cristo, il cui primo cavaliere commendatore fu Tomé de Sousa, che, nominato da Giovanni III del Portogallo, fu il primo Governatore Generale del Brasile.
Il comune perse il suo status di città nel 1836 e fu annesso a Póvoa de Varzim. Solo il 2 luglio 1993, a causa della sua importanza storica, fu nuovamente denominata "città", ma solo a titolo onorifico, senza alcuna relativa implicazione amministrativa.

## Geografia
Rates si trova 11 km a est del centro di Póvoa de Varzim e confina a ovest con Laundos e a est con Balasar.  A nordest confina con la parrocchia di Barcelos e a sud con Vila do Conde.
La parrocchia è dominata dalla Serra de Rates, si distingue per le farnie, un tipo di querce.
Il comune è centrato sul monastero di Rates. Il suo centro storico è molto ben preservato. 

## Architetture
- Chiesa di San Pietro di Rates (edificio del XII secolo, classificato Monumento nazionale)
- Cappella Senhor da Praça  (architettura barocca)